# Мала Кудара
Мала Кудара (рос. Малая Кудара) — село Кяхтинського району, Бурятії Росії. Входить до складу Малокударінського сільського поселення.
Населення — 278 осіб (2010 рік).